# AK-модель
AK-моде́ль (модель Ребело, англ. AK model) — эндогенная модель экономического ростa, в которой устойчивый экономический рост достигается за счет неубывающей предельной производительности капитала, понимаемого в модели как совокупность физического и человеческого капитала, в производстве инвестиционных товаров. AK-модель преодолела недостаток экзогенности темпов научно-технического прогресса, присущий неоклассическим моделям, и показала возможность негативного воздействия фискальной политики на долгосрочные темпы экономического роста. Однако сильная чувствительность темпов экономического роста к изменениям налоговой ставки, предполагаемая по модели, не подтверждается эмпирически. Также в модели не раскрывается целенаправленная деятельность экономических агентов по инвестированию в новые технологии с целью извлечения прибыли. Разработана в 1990 году Серджио Ребело.

## История создания
В ранних неоклассических моделях экономического роста (модели Солоу и Рамсея — Касса — Купманса) темпы научно-технический прогресса, являющего источником экономического роста, задавались экзогенно, а капитал как фактор производства характеризовался убывающей отдачей от масштаба. Чтобы объяснить темпы экономического роста, исследователи стали использовать более широкую трактовку понятия «капитал», включая в него и человеческий капитал. Эта концепция была впервые предложена Фрэнком Найтом в 1944 году. На основании такой широкой трактовки капитала традиционно используемую в макроэкономических моделях функцию Кобба — Дугласа сменила производственная функция вида {\displaystyle Y=AK}, которая впервые была предложена в 1937 году Джоном фон Нейманом (на английский язык работа была переведена в 1945 году). Простейший вариант AK-модели (с экзогенной ставкой сбережения) был предложен Робертом Солоу в 1970 году, однако сам Солоу посчитал её неинтересной. Для объяснения нормы сбережений как следствия решений экономических агентов, как и в модели Рамсея — Касса — Купманса, используется межвременная функция полезности из работы Фрэнка Рамсея 1928 года. После Роберта Солоу многие исследователи предлагали свои версии АК-модели, иногда под этим названием подразумеваются некоторые схожие модели (см. ниже), но в качестве модели, объединяющей человеческий и физический капитал в производственную функцию вида {\displaystyle Y=AK}, с помощью которой объясняются темпы экономического роста, в обзорных источниках используется модель, предложенная Серджио Ребело в работе «Анализ зависимости долгосрочной фискальной политики и темпов экономического роста», опубликованной в апреле 1990 года и изданной в июне 1991 года в журнале Journal of Political Economy.

## Описание оригинальной модели

### Базовые предпосылки модели
В модели рассматривается закрытая экономика. Фирмы максимизируют свою прибыль, а потребители — полезность. Экономика функционирует в условиях совершенной конкуренции. Производится два разных типа продуктов: один используется, для потребления {\displaystyle C}, другой - для инвестиций {\displaystyle I}. Норма выбытия капитала {\displaystyle \delta } задается экзогенно. В качестве работника и потребителя в модели выступает бесконечно живущий индивид (или домохозяйство). Предполагается, что между разными поколениями существуют альтруистические связи, при принятии решений домохозяйство учитывает ресурсы и потребности не только настоящих, но и будущих своих членов, что делает его решения аналогичным решениям бесконечно живущего индивида. Время {\displaystyle t} изменяется непрерывно.
Предпосылка о закрытой экономике означает, что произведенный продукт тратится на инвестиции и потребление, экспорт/импорт отсутствуют, сбережения равны инвестициям: {\displaystyle S=I}.
Капитал {\displaystyle K}, трактуемый в модели как совокупность физического и человеческого капитала, распределяется между двумя секторами, производящими инвестиционные и потребительские товары: 
{\displaystyle K_{Ct}+K_{It}=K_{t}},
где {\displaystyle K_{t}} — совокупный запас капитала в момент времени {\displaystyle t}, {\displaystyle K_{Ct}} — капитал, используемый в производстве потребительских товаров в момент времени {\displaystyle t}, {\displaystyle K_{It}} — капитал, используемый в производстве инвестиционных товаров в момент времени {\displaystyle t}.
Если обозначить долю капитала, задействованного в производстве потребительских товаров в момент времени {\displaystyle t} как {\displaystyle \phi _{t}}, {\displaystyle 0<\phi _{t}<1}, то {\displaystyle K_{Ct}=\phi _{t}K_{t}} и {\displaystyle K_{It}=(1-\phi _{t})K_{t}}.
Производственная функция в секторе потребительских товаров описывается функцией Кобба — Дугласа: 
{\displaystyle C_{t}=BK_{Ct}^{\alpha }L_{t}^{1-\alpha }},
где {\displaystyle C_{t}=c_{t}L_{t}} — совокупное потребление в момент времени {\displaystyle t}, {\displaystyle c_{t}} — потребление отдельного индивида в момент времени {\displaystyle t}, {\displaystyle L_{t}} — трудовые ресурсы в момент времени {\displaystyle t}, {\displaystyle B} — технологический параметр, {\displaystyle B=const}.
Производственная функция в секторе инвестиционных товаров не включает в себя труд как фактор производства, зависит только от капитала и описывается функцией: 
{\displaystyle I_{t}=AK_{It}},
где {\displaystyle A} — технологический параметр, {\displaystyle A=const}.
Население {\displaystyle L_{t}}, равное в модели совокупным трудовым ресурсам, растет с постоянным темпом {\displaystyle n}: {\displaystyle L_{t}=L_{0}e^{nt},n=const}.
Индивид предлагает одну единицу труда (предложение труда неэластично) и получает заработную плату (в единицах потребительского товара). Функция полезности бесконечно живущего индивида-потребителя {\displaystyle u(c_{t})} является сепарабельной, то есть потребление прошлых и будущих периодов не влияют на текущую полезность, влияет только потребление текущего периода. Она удовлетворяет условиям {\displaystyle u'(c)>0,u''(c)<0} и условиям Инады (при потреблении, стремящемся к нулю, предельная полезность стремится к бесконечности, при потреблении, стремящемся к бесконечности, предельная полезность стремится к нулю): {\displaystyle \lim _{c\to 0}u'(c)=+\infty ;\lim _{c\to \infty }u'(c)=0}, а также обладает постоянной эластичностью замещения {\displaystyle {\frac {u''(c)}{u'(c)}}c=-\theta }, и имеет вид:
{\displaystyle U(c)=\int _{0}^{\infty }{\frac {c^{1-\theta }-1}{1-\theta }}e^{-(\rho -n)t}dt},
где {\displaystyle \rho } — коэффициент межвременного предпочтения потребителя, {\displaystyle \rho >0,\rho =const}.
Доходы индивида состоят из заработной платы {\displaystyle w} и поступлений от активов {\displaystyle ra_{t}}. Активы индивида {\displaystyle a_{t}} могут быть как положительными, так и отрицательными (долг). Процентная ставка {\displaystyle r_{t}} по вложениям и по долгу в модели принята одинаковой. В связи с этим в модели присутствует условие отсутствия схемы Понци (финансовой пирамиды): нельзя бесконечно выплачивать старые долги за счет новых:
{\displaystyle \lim _{t\to \infty }a_{t}e^{-\int \limits _{0}^{t}(r(\nu )-n)d\nu }\geq 0},
где {\displaystyle a_{t}={\frac {K_{t}}{L_{t}}}=k_{t}}  — в закрытой экономике весь капитал принадлежит резидентам, а величина активов индивида {\displaystyle a} совпадает с запасом капитала на одного работающего.
Накопление капитала в момент времени {\displaystyle t} равно разности произведенных инвестиционных товаров и выбытия капитала:
{\displaystyle {\dot {K}}=I_{t}-\delta K_{t}=AK_{It}-\delta K_{t}},
где {\displaystyle \delta } — норма выбытия капитала, {\displaystyle {\dot {K}}} — производная капитала по времени.
Для поиска решения модели используются удельные показатели: выпуск на единицу труда {\displaystyle y={\frac {Y}{L}}}, запас капитала на единицу труда {\displaystyle k={\frac {K}{L}}}, потребление на единицу труда {\displaystyle c={\frac {C}{L}}}, инвестиции на единицу труда {\displaystyle i={\frac {I}{L}}}.
В интенсивной форме производственные функции имеют вид: {\displaystyle i_{t}=Ak_{t}} (сектор инвестиционных товаров) и {\displaystyle c_{t}=Bk_{t}^{\alpha }} (сектор потребительских товаров).

### Задача фирмы
Задача фирм, работающие в двух секторах, состоит в максимизации прибыли ({\displaystyle \pi _{c}} и {\displaystyle \pi _{i}} в потребительском и инвестиционном секторе соответственно):
{\displaystyle \pi _{i}=p_{it}AK_{It}-(r_{it}+\delta p_{it})K_{It}\rightarrow \max }
{\displaystyle \pi _{c}=p_{ct}BK_{Ct}^{\alpha }L_{t}^{1-\alpha }-r_{ct}K_{Ct}-w_{t}L_{t}\rightarrow \max }
В условиях совершенной конкуренции это означает, что предельная производительность  капитала в производстве инвестиционных и потребительских товаров должна быть одинакова ({\displaystyle {\frac {\partial I_{t}}{\partial K_{I}}}={\frac {\partial C_{t}}{\partial K_{C}}}}), при условии статичности цен:
{\displaystyle {\frac {\partial I_{t}}{\partial K_{I}}}=r_{it}+\delta p_{it}=p_{it}A},
{\displaystyle {\frac {\partial C_{t}}{\partial K_{C}}}=r_{ct}=p_{ct}\alpha BK_{Ct}^{\alpha -1}L_{t}^{1-\alpha }=p_{ct}\alpha B(\phi _{t}k_{t})^{\alpha -1}},
где {\displaystyle p_{it}} — цена инвестиционного товара в момент времени {\displaystyle t}, {\displaystyle p_{ct}} — цена потребительского товара в момент времени {\displaystyle t}. Из условия, что {\displaystyle {\frac {\partial I_{t}}{\partial K_{I}}}={\frac {\partial C_{t}}{\partial K_{C}}}}, следует:
{\displaystyle p_{it}A=p_{ct}\alpha B(\phi _{t}k_{t})^{\alpha -1}}.

### Задача потребителя
Доходы индивида расходуются либо на потребление, либо на увеличение активов (сбережений). Население растет темпом {\displaystyle n}, поэтому активы на одного человека сокращаются с этим же темпом, то есть скорость изменения активов в каждый момент времени уменьшаются на {\displaystyle na_{t}}. Таким образом, учитывая, что в этой версии модели {\displaystyle w_{t}=0} производная активов по времени {\displaystyle {\dot {a}}}, выступающая в качестве бюджетного ограничения индивида, имеет вид:
{\displaystyle {\dot {a}}=r_{ct}a_{t}+w_{t}-c-na_{t}}.
Как и в модели Рамсея — Касса — Купманса, задача потребителя заключается в максимизации полезности {\displaystyle U} при бюджетном ограничении и при ограничении на отсутствие схемы Понци. Поскольку бюджетное ограничение представлено как производная по времени, то задача потребителя представлена в виде задачи динамической оптимизации. Её решение можно найти путём построения функция Гамильтона и нахождения её максимума с помощью принципа максимума Понтрягина. 
Функция Гамильтона выглядит следующим образом: 
{\displaystyle H={\frac {c^{1-\theta }-1}{1-\theta }}e^{-(\rho -n)t}dt+\lambda _{t}(r_{t}a_{t}-c-na_{t})}
при условии:
{\displaystyle \lim _{t\to \infty }a_{t}e^{-\int \limits _{0}^{t}(r(\nu )-n)d\nu }\geq 0}.
Условие максимума первого порядка: {\displaystyle {\frac {\partial H}{\partial c}}=c^{-\theta }e^{-(\rho -n)t}-\lambda _{t}=0}. 
Фазовая координата (сопряжённое уравнение): {\displaystyle {\frac {\partial H}{\partial a}}=(r_{t}-n)\lambda _{t}=-{\dot {\lambda }}}, где {\displaystyle {\dot {\lambda }}} — производная {\displaystyle \lambda } по времени.
Условие трансверсальности (при невыполнении которого найденное решение может оказаться не максимумом, а седловой точкой): {\displaystyle \lim _{t\to \infty }\lambda _{t}a_{t}=0}, где {\displaystyle \lambda _{t}} представляют собой теневые цены активов (теневые цены учитывают внешние эффекты в стоимости товаров, если фирмы и потребители принимают решения в соответствии со структурой цен, пропорциональной теневой, то в экономике достигается оптимальное по Парето состояние). В данном случае условие трансверсальности совпадает с ограничением на отсутствие схемы Понци. 

Искомое решение имеет вид правила Кейнса — Рамсея:
{\displaystyle g_{c}={\frac {\dot {c}}{c}}={\frac {1}{\theta }}(r_{ct}-\rho )},
где {\displaystyle {\dot {c}}} — производная потребления на душу населения по времени, {\displaystyle g_{c}} — темп роста потребления на единицу населения.

### Общее равновесие в модели
С учетом изменения цен потребительского и инвестиционного товаров, в равновесном состоянии доходности на капитал в производстве инвестиционных ({\displaystyle r_{it}}) и потребительских ({\displaystyle r_{ct}}) товаров должны удовлетворять условию:
{\displaystyle {\frac {r_{ct}}{p_{ct}}}+{\frac {\dot {p_{ct}}}{p_{ct}}}={\frac {r_{it}}{p_{it}}}+{\frac {\dot {p_{it}}}{p_{it}}}},
где {\displaystyle {\dot {p_{it}}}} — производная цены инвестиционного товара по времени, {\displaystyle {\dot {p_{ct}}}} — производная цены потребительского товара по времени.
На траектории стабильного роста {\displaystyle \phi _{t}=const=\phi ^{*}}. Если выбрать потребительский товар в качестве меры стоимости, {\displaystyle p_{ct}=const=1}, то {\displaystyle {\dot {p_{ct}}}=0}. Динамика цены инвестиционного товара определяется из равенства доходностей на капитал в секторах потребительских и инвестиционных товаров:
{\displaystyle {\frac {\dot {p_{it}}}{p_{it}}}=(\alpha -1){\frac {\dot {k}}{k}}}.
С учетом уравнения доходности капитала в производственном секторе, итоговое уравнение для {\displaystyle r_{ct}} примет вид:
{\displaystyle r_{ct}=A-\delta -(1-\alpha ){\frac {\dot {k}}{k}}}.
Если подставить значение {\displaystyle r_{ct}} в уравнение динамики потребления, то оно примет вид:
{\displaystyle g_{c}={\frac {1}{\theta }}(A-\delta -(1-\alpha ){\frac {\dot {k}}{k}}-\rho )}.
Производная производственной функции в секторе потребительских товаров по времени выглядит следующим образом:
{\displaystyle {\frac {\dot {c}}{c}}=g_{c}=\alpha {\frac {\dot {k}}{k}}}.
Решением системы из этих двух уравнений и будут равновесные темпы роста капиталовооружённости {\displaystyle k} ({\displaystyle g_{k}^{*}}), выпуска на единицу труда {\displaystyle y} ({\displaystyle g_{y}^{*}}), заработной платы {\displaystyle w} ({\displaystyle g_{w}^{*}}) и потребления на единицу труда {\displaystyle c} ({\displaystyle g_{c}^{*}}):
{\displaystyle g_{k}^{*}={\frac {\dot {k}}{k}}={\frac {A-\delta -\rho }{1-\alpha (1-\theta )}}},
{\displaystyle g_{c}^{*}=g_{y}^{*}=\alpha {\frac {A-\delta -\rho }{1-\alpha (1-\theta )}}},
{\displaystyle g_{w}^{*}={\frac {\dot {w}}{w}}={\frac {\dot {p_{ct}}}{p_{ct}}}+\alpha {\frac {\dot {k}}{k}}=g_{c}^{*}=\alpha {\frac {A-\delta -\rho }{1-\alpha (1-\theta )}}}
Таким образом, в модели темпы роста выпуска и потребления являются постоянными, и не падают с ростом запаса капитала. Поскольку в модели отсутствуют внешние эффекты, найденное конкурентное равновесие является оптимальным по Парето, и не существует централизованного равновесия с более высокими темпами роста, в отличие от моделей обучения в процессе деятельности и Удзавы — Лукаса.

### Фискальная политика в модели
Совокупные налоговые поступления можно записать следующим образом:
{\displaystyle T_{t}=\tau _{c}C_{t}+\tau _{i}p_{it}I_{t}},
где {\displaystyle T_{t}} — совокупные налоговые поступления в момент времени {\displaystyle t}, {\displaystyle \tau _{c}} — суммарная ставка налогов на потребление (например, НДФЛ, НДС), {\displaystyle \tau _{i}} — суммарная ставка налогов на инвестиции (например, налог на прибыль).
Налоги на потребление не влияют на темпы роста капиталовооружённости {\displaystyle k} и выпуска {\displaystyle y}, они лишь приводят к уменьшению текущего уровня потребления. Но налоги на инвестиции оказывают влияние на темпы роста В этом случае оптимальные темпы роста капиталовооружённости {\displaystyle g_{k}^{*}} и выпуска {\displaystyle g_{y}^{*}} изменится следующим образом:
{\displaystyle g_{k}^{*}(\tau _{i})={\frac {{\frac {A}{1+\tau _{i}}}-\delta -\rho }{1-\alpha (1-\theta )}}},
{\displaystyle g_{c}^{*}(\tau _{i})=g_{y}^{*}(\tau _{i})=\alpha {\frac {{\frac {A}{1+\tau _{i}}}-\delta -\rho }{1-\alpha (1-\theta )}}}.
Таким образом, в отличие от модели Рамсея — Касса — Купманса, в которой рост налогов вызывал только снижение текущего потребления, но не влиял на темпы экономического роста, в рассматриваемой модели даже небольшие изменения в налоговой политике могут привести к снижению не только текущего уровня потребления, но и темпов экономического роста (при определенных значениях параметров, они даже могут стать отрицательными).

## Упрощенная версия модели

### Отличия от оригинальной модели
Во многих работах встречается упрощенная версия модели, в которой рассматривается односекторная экономика вместо двухсекторной в оригинальной модели: производится только один товар {\displaystyle Y}, используемый как для потребления, так и для инвестиций. В этом случае в качестве совокупной производственной функции выступает производственная функция сектора инвестиционных товаров из оригинальной модели:
{\displaystyle Y_{t}=AK_{t}}
Поскольку производится только один товар, то больше нет необходимости в разных ценах {\displaystyle p_{it}} и {\displaystyle p_{ct}}, и в этой версии, как и в модели модели Рамсея — Касса — Купманса, работники снова получают заработную плату в натуральной величине. 

### Задача фирмы
Задача фирмы состоит в максимизации прибыли {\displaystyle \pi }:
{\displaystyle \pi =AK_{t}-(r+\delta )K_{t}-w_{t}L_{t}\rightarrow \max }
Поскольку фирмы функционируют в условиях совершенной конкуренции, то предельные производительности факторов производства равны их ценам:
{\displaystyle {\frac {\partial Y_{t}}{\partial K}}=r_{t}=A-\delta },
{\displaystyle {\frac {\partial Y_{t}}{\partial L}}=w_{t}=0}.

### Задача потребителя
Задача потребителя полностью аналогична задаче в оригинальной модели. Её решение имеет также вид правила Кейнса — Рамсея:
{\displaystyle g_{c}={\frac {\dot {c}}{c}}={\frac {1}{\theta }}(r_{t}-\rho )},

### Общее экономическое равновесие
В равновесном состоянии темпы роста потребления {\displaystyle g_{c}^{*}}, капитала {\displaystyle g_{k}^{*}} и выпуска {\displaystyle g_{y}^{*}} равны:
{\displaystyle g_{c}^{*}=g_{k}^{*}=g_{y}^{*}={\frac {1}{\theta }}(A-\delta -\rho )}.
Учитывая, что {\displaystyle a=k}, после решения задач фирмы и потребителя, можно записать следующую систему дифференциальных уравнений:
{\displaystyle {\begin{cases}{\dot {k}}=(A-\delta -n)k_{t}-c_{t},\\{\frac {\dot {c}}{c}}={\frac {1}{\theta }}(A-\delta -\rho ).\end{cases}}}
при условии:
{\displaystyle \lim _{t\to \infty }k_{t}e^{-(A-\delta -n)t}=0}.
Из решения этой системы уравнений находится равновесная норма сбережения {\displaystyle s^{*}}:
{\displaystyle s^{*}={\frac {{\frac {\dot {k}}{k}}+n+\delta }{A}}={\frac {\delta +n}{A}}+{\frac {1}{\theta }}{\biggl (}1-{\frac {\delta +\rho }{A}}{\biggr )}}.
В итоге, и в упрощенной модели темпы роста выпуска и потребления также являются постоянными, и не падают с ростом запаса капитала. Поскольку в модели отсутствуют внешние эффекты, найденное конкурентное равновесие также является оптимальным по Парето, и не существует централизованного равновесия с более высокими темпами роста.

### Фискальная политика в модели
Поскольку в упрощенной версии модели индивиды получают доход только от владения капиталом ({\displaystyle w_{t}=0}), то и налоги могут быть в ней введены только на этот источник дохода. С учетом налогов, динамика активов потребителя примет вид:
{\displaystyle {\dot {a}}=(1-\tau )r_{t}a_{t}-c-na_{t}},
где {\displaystyle \tau } — ставка налога.
В этом случае равновесные темпы роста потребления {\displaystyle g_{c}^{*}}, капитала {\displaystyle g_{k}^{*}} и выпуска {\displaystyle g_{y}^{*}} в зависимости от ставки налога {\displaystyle \tau } будут равны:
{\displaystyle g_{c}^{*}(\tau )=g_{k}^{*}(\tau )=g_{y}^{*}(\tau )={\frac {1}{\theta }}((1-\tau )(A-\delta )-\rho )}.
Норма сбережений {\displaystyle s^{*}} также меняется в зависимости от{\displaystyle \tau }:
{\displaystyle s^{*}(\tau )={\frac {\delta +n}{A}}+{\frac {1}{\theta }}{\biggl (}{\frac {(1-\tau )(A-\delta )-\rho }{A}}{\biggr )}}.
Как и в оригинальной модели, в упрощенной версии небольшие изменения в налоговой политике тоже могут привести к снижению не только текущего уровня потребления, но и темпов экономического роста (при определенных значениях параметров, они даже могут стать отрицательными). В целом, при более простых вычисления, упрощенная версия модели приходит к тем же общим выводам, что и оригинальная модель, за исключением вывода относительно уровня заработной платы {\displaystyle w_{t}} и темпов его роста {\displaystyle g_{w}^{*}}. Но это важное различие, оно предполагает, что доля капитала в национальном доходе должна асимптотически стремиться к 100%.

## Другие модели с расширенной трактовкой капитала
В модели Серджио Ребело человеческий и физический капитал объединены в одну переменную. Существуют также ряд других моделей, которые приходят к аналогичным выводам, но исходя из иных предпосылок. Вместе с рассматриваемой моделью из называют моделями экономического роста с расширенной трактовкой капитала или моделями эндогенного роста первого поколения.

### Модель обучения в процессе деятельности
В модели обучения в процессе деятельности производственная функция каждой отдельной фирмы удовлетворяет неоклассическим предпосылкам, однако общий запас капитала посредством эффекта перелива знаний повышает производительность труда в экономике. Модель также демонстрирует возможность устойчивого экономического роста без экзогенно задаваемых темпов научно-технического прогресса, но, поскольку устойчивый экономический рост в модели достигается за счет внешних эффектов от совокупного запаса капитала, который каждая отдельная фирма считает постоянной величиной, то достигаемое равновесие не является оптимальным по Парето. Потому в централизованном равновесии в модели темпы роста выпуска и потребления оказываются выше, чем в децентрализованном. Разработана Полом Ромером в 1986 году.

### Модель Удзавы — Лукаса
В модели Удзавы — Лукаса производственная функция каждой отдельной фирмы также удовлетворяет неоклассическим предпосылкам, однако общий запас человеческого капитала (в форме среднего уровня образования) повышает производительность труда в экономике. Модель демонстрирует возможность устойчивого экономического роста без экзогенно задаваемых темпов научно-технического прогресса, но, поскольку устойчивый экономический рост в модели достигается за счет внешних эффектов от среднего уровня образования, который каждая отдельная фирма считает постоянной величиной, то достигаемое равновесие не является оптимальным по Парето. Потому в централизованном равновесии в модели темпы роста выпуска и потребления оказываются выше, чем в децентрализованном. Разработана Робертом Лукасом на основе идей Хирофуми Удзавы в 1988 году.

### Модель Мэнкью — Ромера — Вейла
Модель Мэнкью — Ромера — Вейла является расширенной за счёт включения человеческого капитала версией модели Солоу, она разработана Грегори Мэнкью, Дэвидом Ромером и Дэвидом Вейлом в 1990 году. В том случае, если в модели Мэнкью — Ромера — Вейла вместо экзогенной ставки сбережений вводится функция полезности потребителя, и если выполняется условие {\displaystyle \alpha +\beta =1}, то она превращается в полный аналог упрощенный версии AK-модели.

## Преимущества, недостатки и дальнейшее развитие модели
AK-модель преодолевает недостаток экзогенности темпов научно-технического прогресса, присущий неоклассическим моделям (модель Рамсея — Касса — Купманса, модель пересекающихся поколений) благодаря тому, что понятие «капитал» в модели трактуется как совокупность физического и человеческого капитала, что позволяет обосновать неубывающую предельную производительность капитала в секторе инвестиционных товаров, обеспечивающую постоянные темпы экономического роста.
Темпы экономического роста в модели зависят от поведения потребителей, которые выбирают субъективную ставку дисконтирования и институциональных параметров, определяющих налоговую нагрузку. В модели показано негативное влияние повышения налогов на темпы экономического роста. Даже небольшие изменения в фискальной политике могут привести к снижению не только текущего уровня потребления, но и темпов экономического роста, которые при определенных значениях параметров даже могут стать отрицательными. Однако столь сильная чувствительность к изменениям налоговой ставки рядом экономистов считается недостатком модели: в развитых странах существенно различается налоговая нагрузка, но это не приводит к сопоставимым различиям в темпах роста ВВП.
AK-модели также иногда приписывается вывод о том, что доля капитала в национальном доходе должна асимптотически стремиться к 100%. Но это верно только для упрощённой версии модели, в оригинальной версии этот недостаток преодолевается.
Модель не предполагает ни абсолютной, ни условной конвергенции, так как темпы роста не падают с ростом объёма выпуска, а значит, в рамках её предпосылок бедные страны не могут догнать богатые. Это более реалистичный вывод, чем у моделей Солоу и Рамсея — Касса — Купманса, предполагавших, что при одинаковых структурных параметрах бедные страны должны догонять богатые. В большинстве случаев бедные страны действительно не могут догнать богатые, хотя единичные примеры таких стран известны (японское экономическое чудо, корейское экономическое чудо). Более того, в AK-модели существующие между странами разрывы со временем только нарастают, а значит, бедные страны не только не могут догнать богатые, но и все больше отстают от них. Такой вывод представляется чрезмерно пессимистичным по отношению к развивающимся странам и эмпирически не подтверждается. 
Некоторые исследователи в качестве достоинства модели также отмечают её простоту и отсутствие переходной динамики. Но следствием её простоты является то, что в понятие «капитал» включается много различных типов деятельности: физический капитал, человеческий капитал, обучение, создание новых продуктов. Из-за того, что столь различные понятия объединены в одну переменную {\displaystyle K}, модель носит достаточно ограниченный характер.
Вместе с тем, отмечается, что в модели отсутствует технологический прогресс в явном виде и не раскрывается целенаправленная деятельность экономических агентов по инвестированию в новые технологии с целью извлечения прибыли. Альтернативный путь развития — импорт и внедрение новых технологий из более развитых стран — также не отражён в модели.